# Shleif Island
Shleif Island (englisch; russisch Остров Шлейф Ostrow Schleif, deutsch ‚Schleife-Insel‘) ist eine bis zu 41 m hohe und unregelmäßig geformte Insel vor der Ingrid-Christensen-Küste des ostantarktischen Prinzessin-Elisabeth-Lands. Sie gehört zur Gruppe der Rauer-Inseln und liegt südlich von sowie parallel zu Flag Island im südöstlichen Teil der Prydz Bay
Wissenschaftler einer sowjetischen Antarktisexpedition kartierten und benannten sie 1956. Das Antarctic Names Committee of Australia übertrug diese Benennung in einer transkribierten Teilübersetzung ins Englische.